# Hermann von Ortenburg
Hermann von Ortenburg (* 1147; † 1200) war Gegenbischof von Gurk.

## Leben
Graf Hermann von Ortenburg entstammte dem Kärntner Grafengeschlecht von Ortenburg. Der Sohn seines Bruders Otto II. war der spätere Gurker Bischof Ulrich von Ortenburg. Hermann von Ortenburg wurde Archidiakon von Aquileia.
Nach dem Tod von Bischof Roman II. von Leibnitz wählten die Gurker widerrechtlich Hermann von Ortenburg zum neuen Bischof. Der Erzbischof von Salzburg Konrad III. beantwortete, tief verletzt, diese dreiste Herausforderung mit der Ernennung Dietrichs von Albeck, des Dompropstes von Gurk. Hermann von Ortenburg nahm die Straßburger Festung ein, doch Konrad III. eilte zu dessen Belagerung herbei. Hermanns Anhänger wurden schrecklich verwüstet und am 29. November 1179 wurde die Belagerung aufgegeben. Hermann von Ortenburg starb im Jahr 1200, seine letzte Ruhestätte ist nicht überliefert.